# Saaleplatte
Saaleplatte est une ancienne commune allemande du land de Thuringe située dans l’arrondissement du Pays-de-Weimar, au centre de l’Allemagne.